# Горы Мерлок
Горы Мерлок (лат. Merlock Montes) — горная цепь на Титане, самом крупном спутнике Сатурна. Расположена в светлой местности Адири (координаты центра — 8°54′ ю. ш. 148°12′ в. д. / 8,9° ю. ш. 148,2° в. д.). Вытянута с запад-юго-запада на восток-северо-восток, длина — около 200 км.
Горы Мерлок соседствуют с несколькими другими горными цепями. Примерно на 80 км севернее параллельно им тянутся горы Эхориат, юго-восточнее расположены горы Грам и безымянная цепь, западнее находятся горы Долмед. По сторонам горной цепи раскинулись поля дюн — волны Эвра на севере и волны Нота на юге.
Горы Мерлок были обнаружены на радиолокационных снимках космического аппарата «Кассини», заснявшего эту область 28 октября 2005 года. Как и другие горы, на радарных изображениях они выглядят ярче окружающей местности. Носят имя гор Мерлок (англ. Merlock Mountains) из легендариума Дж. Р. Р. Толкина (эти горы упомянуты в стихотворении «Мары» — The Mewlips — из сборника «Приключения Тома Бомбадила»). Это название было утверждено Международным астрономическим союзом 5 декабря 2011 года.